# St. Peter und Paul (Oberholzheim)

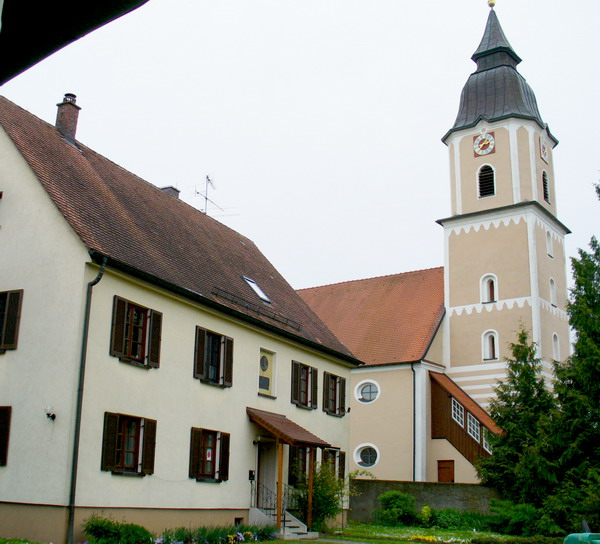
St. Peter und Paul in Oberholzheim

Die evangelische Pfarrkirche St. Peter und Paul steht in Oberholzheim, einem Ortsteil der Gemeinde Achstetten im Landkreis Biberach in Baden-Württemberg. Die Kirchengemeinde gehört zum Kirchenbezirk Biberach in der Evangelischen Landeskirche in Württemberg. Das Bauwerk ist beim Landesamt für Denkmalpflege Baden-Württemberg als Baudenkmal eingetragen.

## Beschreibung
Die Saalkirche wurde 1739 nach einem Entwurf von Nikolaus Rüeff erbaut. Sie besteht aus einem Langhaus, einem eingezogenen, halbrund geschlossenen Chor im Osten und einem Kirchturm im Westen, dessen oberstes Geschoss mit abgeschrägten Ecken die Turmuhr und den Glockenstuhl beherbergt, und der mit einer gestuften Glockenhaube bedeckt ist.
Die Deckenmalerei wurde 1953/54 von Hans Gottfried von Stockhausen durchgeführt. Zur neugotischen Kirchenausstattung gehören ein Altar, dessen Altarretabel dem Vater von Jacob Carl Stauder zugeschrieben wird, eine Kanzel und ein Taufbecken. Die Orgel wurde 1966 als Opus 343 von der Reiser Orgelbau errichtet.

## Literatur

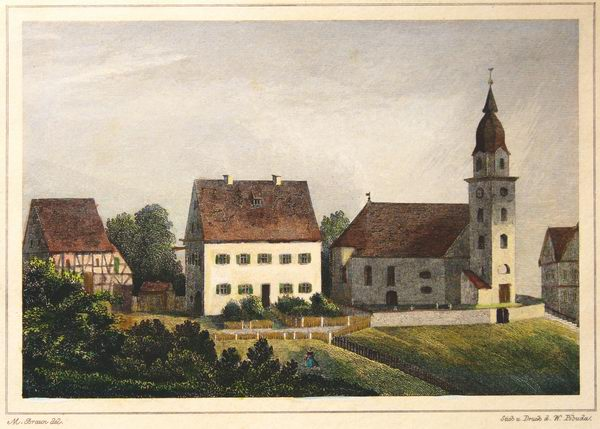
Kirche und Pfarrhaus in Oberholzheim aus dem Jahr 1842 (Stahlstich von Wenzel Pobuda (1797–1847) nach einer Zeichnung von M. Braun)